# Islandsfiskare
Islandsfiskare (franska: Pêcheur d'Islande) är en roman från 1886 av den franske författaren Pierre Loti. Den handlar om en bretonsk fiskare som varje sommar seglar till det stormiga vattnet utanför Island för att fiska torsk. Boken har ett drömskt och poetiskt berättande. Den tilldelades Vitetpriset från Franska akademien.
Boken gavs ut på svenska 1887 i översättning av Tor Hedberg. Nya översättningar har givits ut 1906 (Karin Jensen), 1912 (Natalia Nisbeth) och 1961 (Edvard Robert Gummerus).

## Filmatiseringar
- Pêcheur d'Islande (1915), regi Henri Pouctal
- Pêcheur d'Islande (1924), regi Jacques de Baroncelli
- Pêcheur d'Islande (1934), regi Pierre Guerlais
- Pêcheur d'Islande (1959), regi Pierre Schoendoerffer
- Pêcheur d'Islande (1996), regi Daniel Vigne